# 陳康伯
陈康伯（1097年—1165年），字长卿，信州弋阳南港口乡人，南宋宰相。

## 生平
生于宋哲宗绍圣四年，宣和三年（1121年）中上舍丙科。授长洲主簿，累迁太学正、柯州代理知州，绍兴五年（1135年）除太常博士。绍兴八年（1138年），除枢密院大计议官。绍兴十六年（1146年）任泉州知州，后改知汉州。绍兴二十七年（1157年）任吏部尚书、左右仆射同中书门下平章事等职，拜太保。 
宋高宗称其沈静明敏。金兵至庐州，朝臣都遣散家人準備逃難，只有康伯迎接家人入浙，人心得到安定。後來金朝毀盟進攻南宋，宋高宗下手诏，準備遣散百官，康伯将诏书焚烧，奏请亲征。不久，于采石擊敗金軍。

### 陈康伯与采石之战
紹興三十一年（1161年），陈康伯指挥四路迎敌，安排宋高宗駐建康御驾亲征。先是虞允文在采石首勝大捷，迫使完颜亮移军瓜洲，金軍又受到駐镇江的刘錡军坚决抵抗，不能渡江。最终完顏亮被部将杀死。於是金军撤退。按宋《鹤林玉露》所載，該書評價歷史上有「四胜：周瑜赤壁、谢安淝水、寇莱公澶渊、陈鲁公采石，四胜大略相似」；《朱子语类》 則評價道，「谢安之于苻坚 ，如近世陈鲁公之于完颜亮」）。
歷史上，采石之战也有歸功虞允文指挥的說法。虞允文受委到采石犒师時，淮西守將王權再次不戰而逃而遭朝廷免職，接替的主帥李顯忠卻尚未趕到。金軍準備渡江。虞允文雖是文官卻沒有逃跑，向前線前進收聚士氣低落的軍隊，激勵南宋殘军奮戰，在采石打败完颜亮渡江前军，立下大功。
宋孝宗即位后，封鲁国公。孝宗乾道元年卒，年六十九岁。

## 身后
贈太師，配享孝宗庙庭，谥文恭，后改谥文正。

## 著作
康伯有遗文二，卷今本文恭公集十三卷，《四库总目》其中十一卷为附录，为其裔孙以范所编。

## 延伸阅读
[在维基数据编辑]
 《宋史·卷384》，出自脱脱《宋史》